# 蚁鸟科
蚁鸫科（学名：Formicariidae）也称蚁鸟科，是雀形目霸鹟亚目的一个科，分布于美洲热带地区。是一种小型森林鸟类，善于在地面奔跑，以昆虫等小动物为食。

## 下级分类
本科包括以下属：
- Chamaeza Vigors, 1825
- 蚁鸫属 Formicarius Boddaert, 1783
- Thamnocharis Sclater, 1890